# Mozaffar Malek
Mozaffar Malek (* 1910; † nach 1972) war ein iranischer General und Diplomat.

## Leben
Mozaffar Malek besuchte die Grundschule in Persien und studierte im Deutschen Reich, Frankreich und den Vereinigten Staaten. 1953 wechselte er von der Armee zur Gendarmerie, wo er 1960 Stellvertreter des Befehlshabers und von 1961 bis 1965 er Befehlshaber war. Unter seiner Leitung wurde 1965 das persische Sicherheitssystem durch 1300 neue Gendarmerieposten verdichtet.
Von 13. November 1965 bis Oktober 1970 war Mozaffar Malek Botschafter in der Bundesrepublik Deutschland. Der Schah-Besuch im Mai/Juni 1967 war von Protesten begleitet. Am 13. Juni 1967 überbrachte General Mozaffar Malek an das Auswärtige Amt eine Verbalnote, in der „die Botschaft bittet, alle rechtlichen Grundlagen und gesetzlichen Möglichkeiten zu benutzen, um die Verantwortlichen nach dem Gesetz zur Rechenschaft zu ziehen.“ Dies wurde vom Bundesministerium der Justiz als Strafverlangen wegen Majestätsbeleidigung gewertet.
Mozaffar Malek wurde 1972 in den Ruhestand versetzt.